# 津島直人
津島 直人（つしま なおと、1973年1月25日 - ）は、日本の漫画家。
1992年、「過激な愛にご用心」でエニックス主催第2回ビッグルーキー大賞奨励賞・ビッグステップ賞受賞。『コミックボンボン』や『ガンダムエース』にて、少年向け漫画やロボット物を中心に活動している。

## 作品リスト

### 漫画作品
- ミカヅキ（コミックボンボン）
- 妖怪人間ベムRETURNS（月刊少年ガンガン）
- ゴエモン（コミックボンボン）
- 格闘料理伝説ビストロレシピ（コミックボンボン）
- マジンカイザー（スーパーロボットマガジン）
- トランスフォーマー スターゲート戦役（スーパーロボットマガジン）
- 棋神伝バトルコマンダー（コミックボンボン）
- トランスフォーマー スーパーリンク アナザーストーリー コンボイVSスカージ（付属コミック）
- Transformers: Energon Volume 4（付属コミック）
- トランスフォーマー ロボットマスターズ（付属コミック、オンラインコミック）
- 魔弾戦記リュウケンドー（オンラインコミック）
- 機動戦士ΖガンダムIII 星の鼓動は愛（ガンダムエース）
- 轟轟戦隊ボウケンジャー THE MOVIE 最強のプレシャス（特撮エース）
- ゲッターロボ飛焔 〜THE EARTH SUICIDE〜 - 原作／永井豪・石川賢（幻冬舎Webコミック GENZO内『コミックマグナ』にて連載）
- 機動戦士ガンダム カードビルダー戦士（ガンダムエーススペシャル）
- 守護闘神 狛王（月刊コミックブンブン）
- 変形!ヘンケイ!トランスフォーマー（付属コミック）
- 変形!ヘンケイ!トランスフォーマー（月刊コミックブンブン）
- 変形!ヘンケイ!トランスフォーマー スタースクリームの野望（トランスフォーマー ジェネレーション2009 vol.2）
- BB戦士三国伝 〜戦神決闘編〜（ケロケロエース）
- トランスフォーマー アニメイテッド ザ・クール（ケロケロエース、NAOTO名義）
- トランスフォーマー ユナイテッド 新たなる戦い!!（トランスフォーマー ジェネレーション2010）
- トランスフォーマー オールスパーク（ケロケロエース）
- 美鬼神伝説 MOMO（構成担当（途中から参加）、脚本：小林雄次、漫画：Z-ONE、月刊ヒーローズ）
- ケロロ軍曹×TRANSFORMERS（ケロケロエース 2012年2月号）
- トランスフォーマー 超神マスターフォース プリテンダー外伝（トランスフォーマー ジェネレーション2012）
- トランスフォーマーGT MISSION GT-R（ケロケロエース 2013年7月号）
- Alone Together（作画担当、Hasbro Transformers Collectors' Club The Official Magazine）
- サイドキック☆ファイティングルール（構成担当、原作：ナズカトキオ、漫画：RAZEN、月刊ヒーローズ）
- トランスフォーマー（『トランスフォーマー/ロストエイジ』の宣伝漫画、マンガボックス）
- トランスフォーマークラウド総集編（作画担当、ストーリー：若林まこと、付属コミック）
- ガメラ～小さき勇者たち～プロローグ（特撮エース15号掲載、未単行本化）[1]
- シンカリオン チェンジ ザ ワールド（少年エースplus）
- キューティーハニーNova（作画担当、原作：永井豪とダイナミックプロ、メインキャラクターデザイン：高峰ナダレ、Web連載：ホビージャパンウェブ）

### イラスト
- トランスフォーマー バイナルテック・アスタリスク（公式サイトイラスト）
- 変形!ヘンケイ!トランスフォーマー（パッケージ・付属カードイラスト、テレビマガジンイラスト）
- The Transformers #42: Now and On Earth（バリアントカバーイラスト）
- The Transformers: More than Meets the Eye #42: The Frail Gaze（バリアントカバーイラスト）
- The Transformers: Windblade vol. 2 #4（バリアントカバーイラスト）
- クラシカロイド（作中漫画「フレディ・マジョルカの優雅な憂鬱」の作画担当）

### ゲーム・アニメ
- スーパーロボット大戦F ギャグウェポン（学習研究社「月刊コミックNORA」にて連載）
- スーパーヒーロー作戦 ギャグウェポン（「月刊コミックNORA」にて連載）
- スーパーロボット大戦α ギャグウェポン（「月刊コミックNORA」にて連載）
- スーパーロボット大戦α外伝（ベルゲルミルのメカデザインを担当）
- 最響カミズモード!（キャラクターデザインを担当）